# Lagenulina
Lagenulina es un género de foraminífero bentónico considerado un sinónimo posterior de Lagena de la familia Lagenidae, de la superfamilia Nodosarioidea, del suborden Lagenina y del orden Lagenida. Su especie-tipo era Lagenulina sulcata. Su rango cronoestratigráfico abarcaba el Holoceno.

## Clasificación
Lagenulina incluía a las siguientes especies:
- Lagenulina costata
- Lagenulina filicosta
- Lagenulina globosa
- Lagenulina semistriata
- Lagenulina striata
- Lagenulina sulcata